# Cryptosporiopsis grisea
Cryptosporiopsis grisea är en svampart som först beskrevs av Christiaan Hendrik Persoon, och fick sitt nu gällande namn av Franz Petrak 1923. Cryptosporiopsis grisea ingår i släktet Cryptosporiopsis och familjen Dermateaceae.   Inga underarter finns listade i Catalogue of Life.